# Адам Козлевич
Адам Казимирович Козлевич е част от групата на Остап Бендер, заедно с която той извървява голяма част от пътя си по следите на богатството. Историята им е разказана в сатиричния руски роман „Златният телец” от Иля Илф и Евгений Петров, който е своеобразно продължение на романа от същито автори „Дванадесетте стола“.

## Образ
Козлевич е образ с не съвсем черно досие, което го различава от останалата част от екипажа на „Антилопа гну“. Той е горд собственик на лек автомобил, който е закупил с цел развиване на частен бизнес – таксиметрови превози. Идеята била добра, но промените в Русия променят и пазара на услуги, което обрича начинанието му на неуспех. Автомобилът му, наречен „Антилопа“, е морално остаряло превозно средство и предизвиква присмех или съжаление в евентуалните клиенти.
Шофьорът на „Антилопа“ е мъж на около петдесет години с облекло, което той смята, че е присъщо на таксиметров шофьор. Външният му вид (както и на останалите членове на екипажа) остава не променен дълго време, докато в даден момент великият комбинатор решава, че трябва да станат по-представителни.
В повечето авантюри, в които ги впуска Бендер, той остава просто шофьор. От него се очаква автомобилът винаги да е в изправност и в пълна готовност за бърза реакция, ако се наложи. Неговата „Антилопа“ е неговата гордост – пренася ги почти през цяла Русия.
Най-голямото разочарование на Адам Козлевич идва, когато колата му се разваля. Повредите са сериозни и групата не може да продължи пътя си с нея. Малко по-късно в сюжета на романа, след смъртта на Паниковски, Шура Балаганов и Козлевич напускат своя благодетел и тръгват отново сами по света.
В последните глави на „Златният телец“ авторите отново сблъскват съдбите на Остап Бендер, Шура и Козлевич. Оказва се, че „Антилопа“ е била спасена от своя собственик и двамата отново правят опити да се реализират на таксиметровия пазар.